# Jan Tysiewicz
Jan Tysiewicz właściwe Władysław Niewiarowicz (ur. w maju 1814 na Wileńszczyźnie, zm. 16 stycznia 1891 w Paryżu) – polski malarz i ilustrator.

## Życiorys
Po Powstaniu Listopadowym udał się na emigrację. Przebywał w Krakowie, Lwowie i w Wiedniu, ostatecznie osiadł w Paryżu, w Montmorency pod Paryżem nabył willę „Thecla”.
Ilustrował wydanie w Paryżu w roku 1851 poematów Adama Mickiewicza „Grażyna” i „Konrad Wallenrod” w tłumaczeniach na język francuski i angielski. Tworzył też portrety. Z nieznanych powodów posługiwał się wyłącznie pseudonimem Jan Tysiewicz.
Poematy Mickiewicza z ilustracjami Tysiewicza zostały wznowione przez Wydawnictwa Artystyczne i Filmowe w Warszawie w roku 1982.

## Galeria

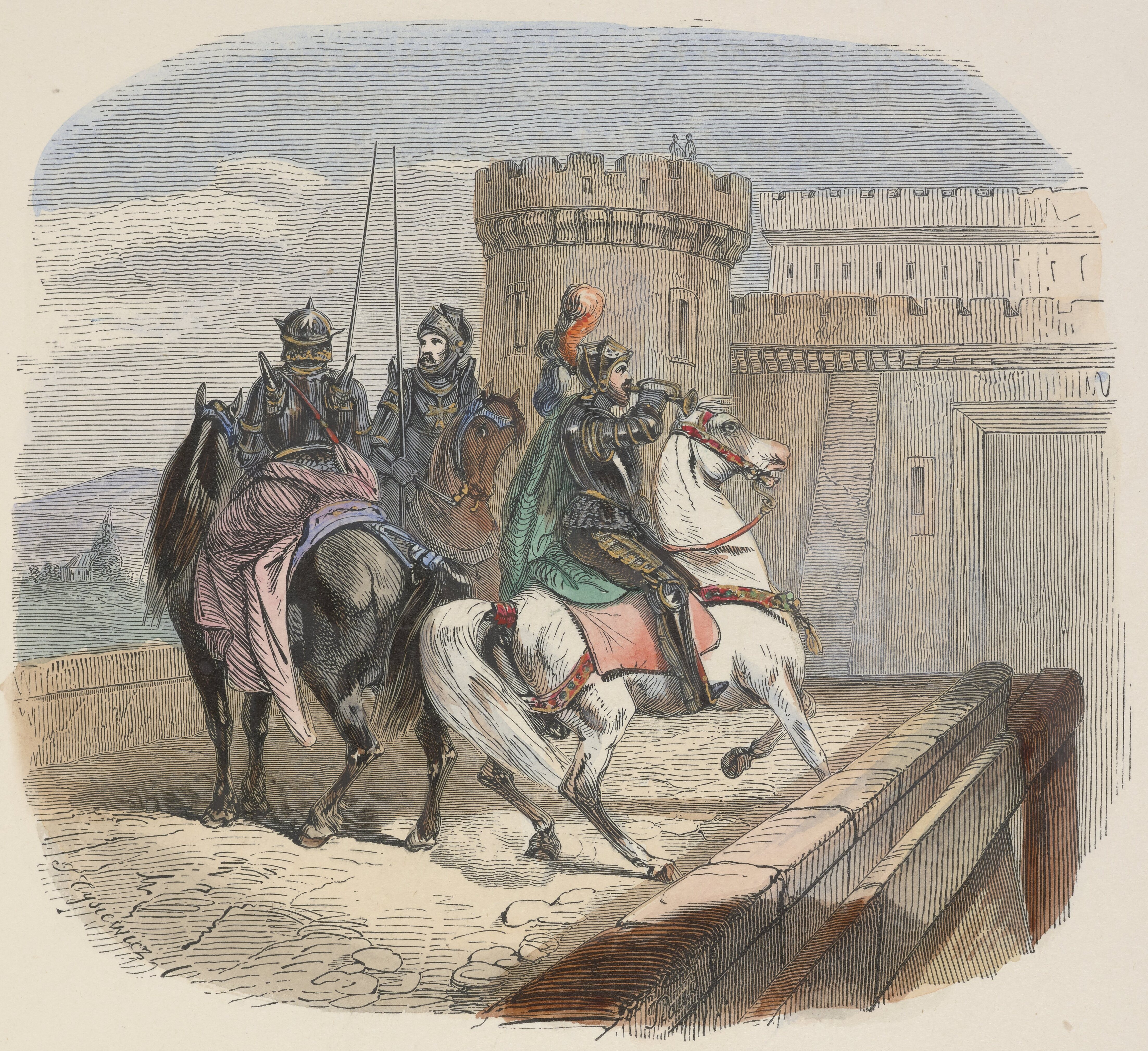
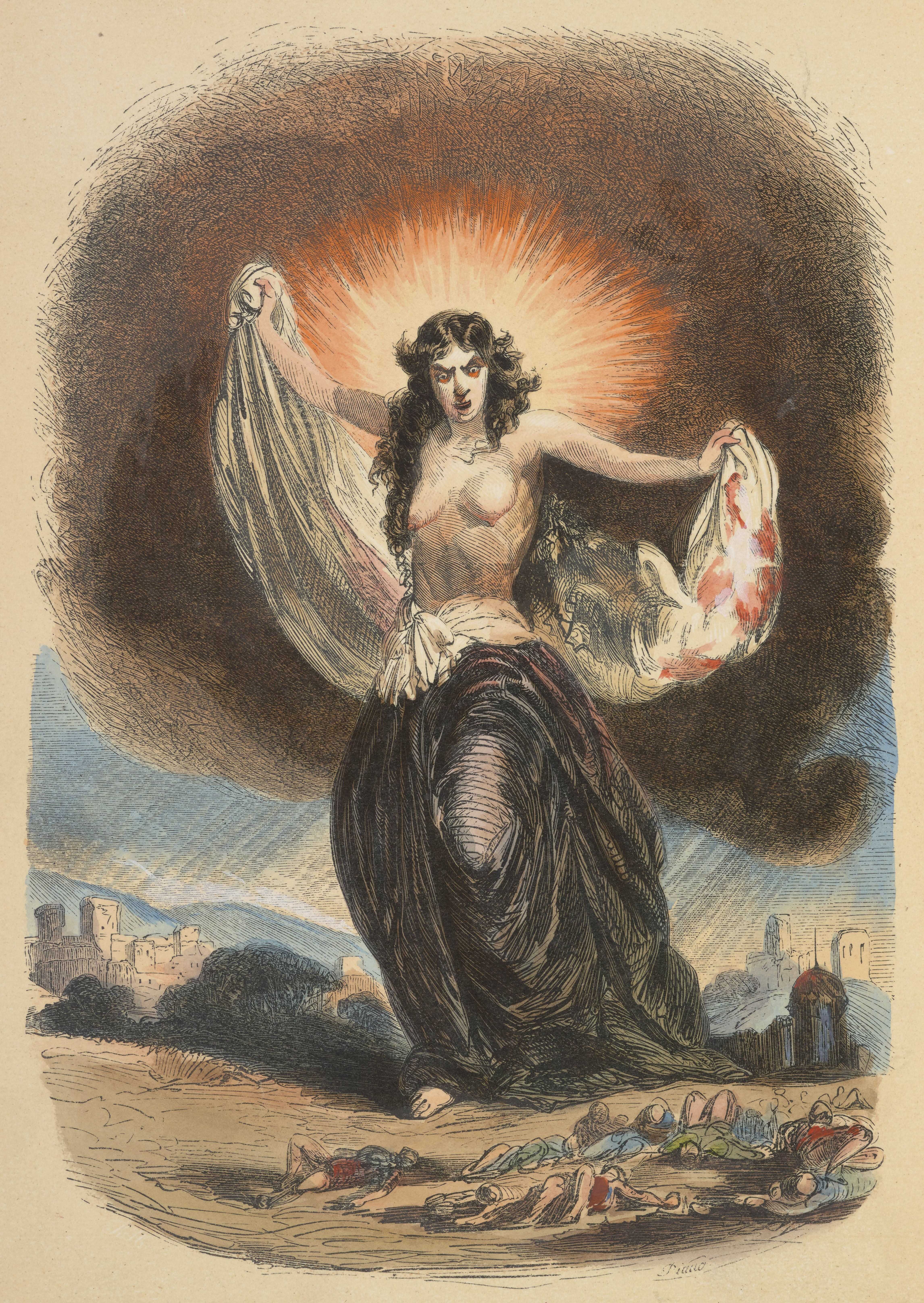
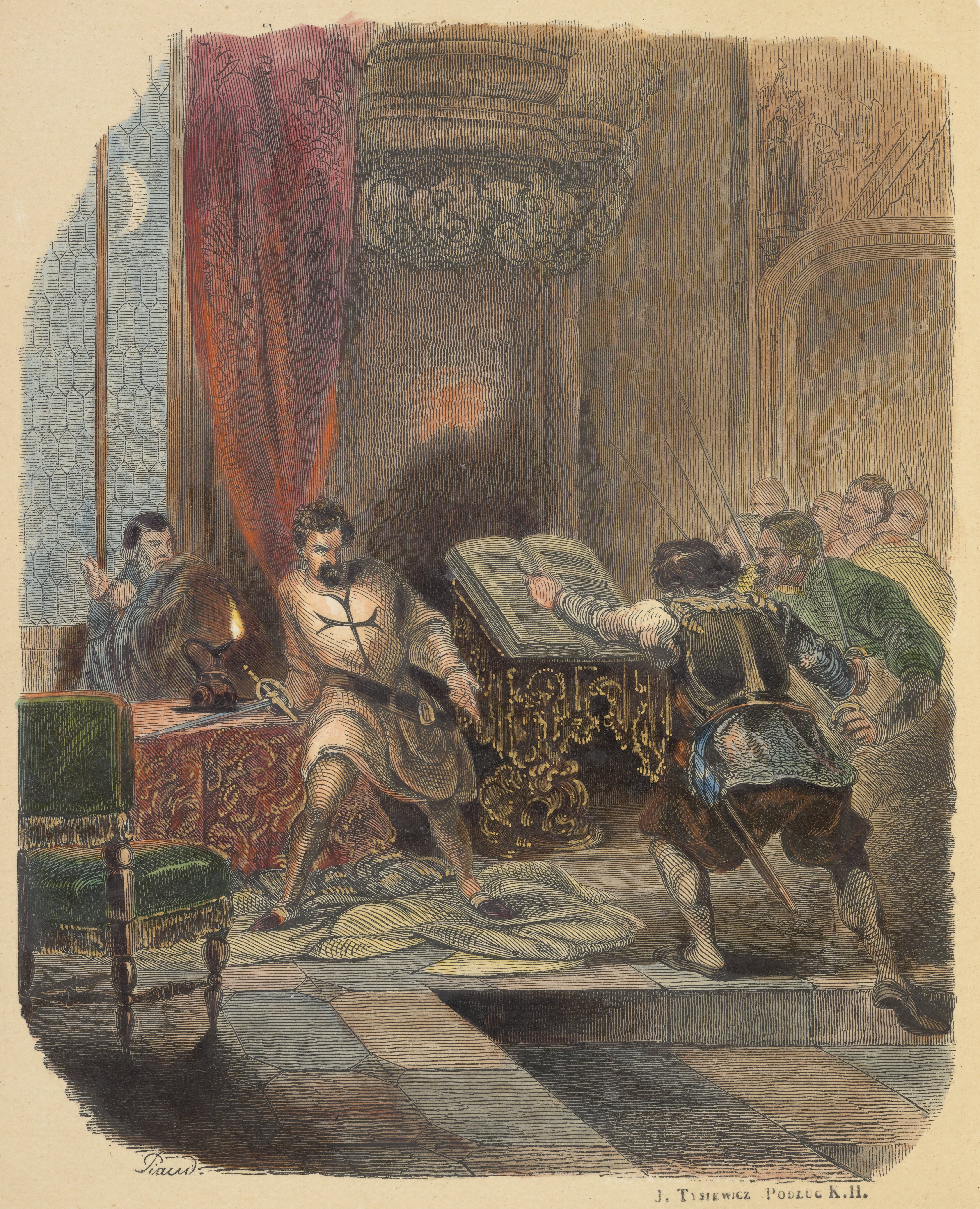
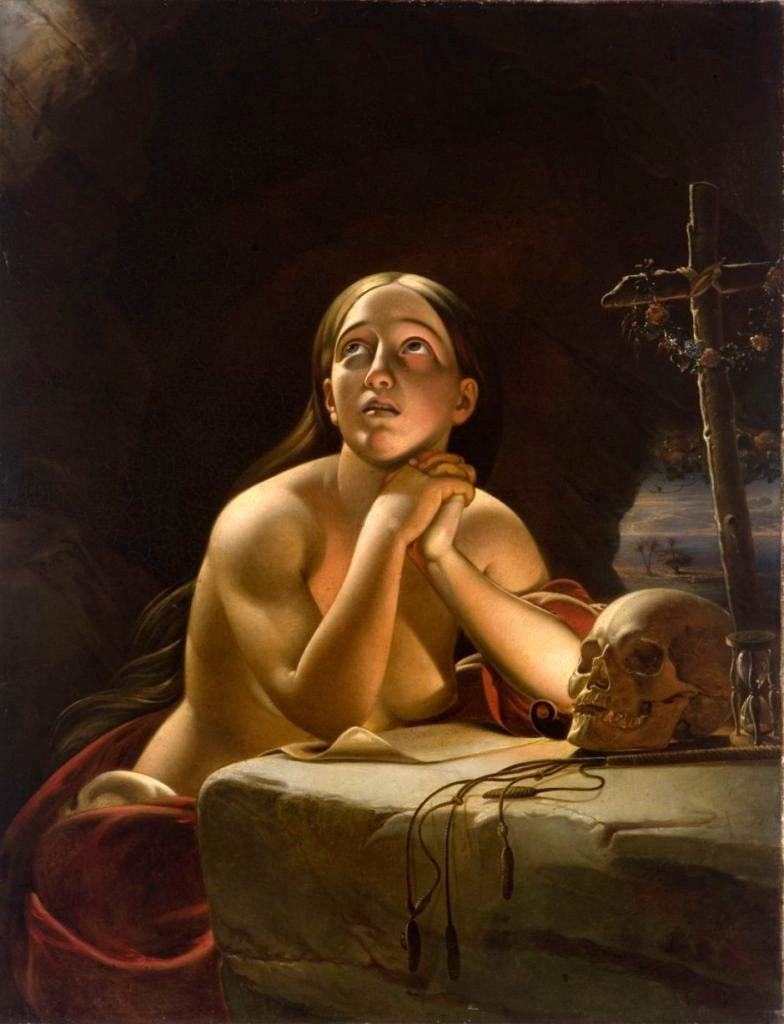